# Alessandro Giardelli
Alessandro Giardelli [džardeli] (* 5. října 2002 v Seriate ) je italský závodník, který je považován za jeden z největších motokárových talentů v Itálii  . V roce 2015 vyhrál italský šampionát. V roce 2017, ve věku pouhých 14 let , se stal nejmladším jezdcem v historii motokár, který se účastnil mistrovství světa v nejdůležitější kategorii motokár, v kategorii KZ1.

## kariéra

### Karting
Giardelli začal svou kariéru v roce 2012. Od té doby získal řadu národních i mezinárodních soutěží a cen. K výsledkům patří první místo na italských šampionátech, třetí místo ve WSK Night Edition, osmé místo  a páté místo v poháru mistrů WSK,, čtvrté místo ve finálovém poháru WSK, první místo v roce Cup Itálie, páté místo v mezinárodním Rok Cup international Final, páté v trofeo Margutti,, druhé místo v trofeo delle industrie,, první místo 500 km od Granja Viana,, třetí v závodě mistrovství Evropy  a vítězství v závodě světového poháru. Soutěžil v oficiálním týmu CRG, a Tony Kart  současné době soutěží v oficiálním týmu Lariomotorsport.

### vzorec

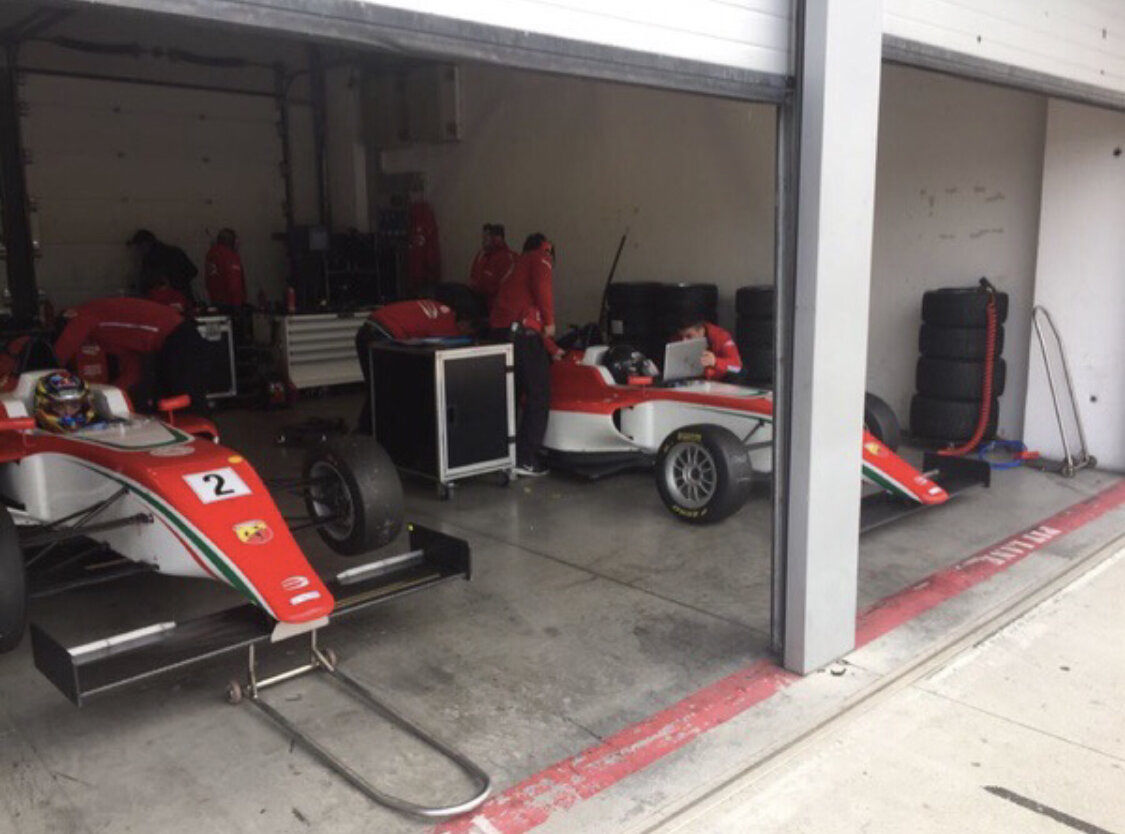
Giardelli je na cestě během testů Formule 4 s týmem Prema Powerteam.

Giardelli se účastnil testů s formule Renault i formule 4.

## soukromí
Giardelliho bratr Luca je také závodním jezdcem. v roce 2013 otevřela rodina Giardelli stopy a nazval jej Lariomotorsport.